# 古斯塔·伏契科娃

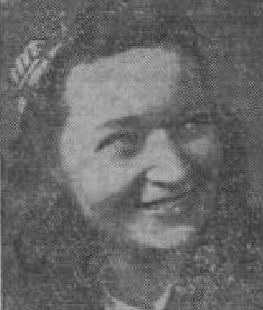
古斯塔·伏契科娃

古斯塔·伏契科娃（捷克語：Gusta Fučíková；1903年8月28日—1987年3月25日），原名古斯塔（奥古斯塔）·科德日奇科娃，是捷克斯洛伐克的记者和编辑，捷克斯洛伐克共产党政治人物，妇女和左翼和平运动的活动家。她出生于奥匈帝国奥斯特热代克。第二次世界大战期间，她被纳粹德国占领者关入拉文斯布吕克集中营。1969年—1975年，她担任国际民主妇女联合会副主席。“正常化”时期的1971年—1981年，她担任捷克斯洛伐克联邦议会人民院议员。她的丈夫是二战期间被納粹德國占领者处决的共产主义政治家尤利乌斯·伏契克，伏契克的遗著《绞刑架下的报告》在战后由伏契科娃整理出版。